# Malajnatthäger
Malajnatthäger (Gorsachius melanolophus) är en asiatisk fågel i familjen hägrar inom ordningen pelikanfåglar.

## Utseende
Malajnatthäger är en satt häger med kraftig näbb och kort hals. Kroppslängden är 51 centimeter. Fågeln ger ett rostfärgat intryck med rödbruna vingar och rostfärgad huvud- och halssida. Den har vidare en svart hätta och en liten svart tofs. Ungfågeln är fint marmorerad i vitt, grått och beige. På hätta och i nacken är den kraftigt vitfläckig.

## Läte
Gryning och skymning hörs en serie djupa "oo" var 1,5:e sekund. Andra läten är grova kraxande ljud och raspiga "arh arh arh".

## Utbredning och systematik
Den förekommer i fuktiga skogar i södra Asien och i den malajiska arkipelagen. Antingen behandlas den som monotypisk eller delas in i två underarter med följande utbredning:
- Gorsachius melanolophus melanolophus – sydvästra Indien i Västra Ghats (söderut till Nilgiribergen och södra Kerala) samt från nordöstra Indien (Assam) österut till södra Kina, Taiwan och Ryukyuöarna och söderut genom Sydostasien till Filippinerna; övervintrar i Sri Lanka, på Malackahalvön och på Stora Sundaöarna

Artens utbredningsområde där gult betecknar häckningstid, blått övervintringsområde samt grönt året runt.

- Gorsachius melanolophus minor – Nikobarerna

## Levnadssätt
Malajnatthägern hittas i låglänta skogsbelägna våtmarker. Den är en skygg, nattlevande fågel som dagtid gömmer den sig i tät vegetation på eller nära marken. När den störs flyger den upp till närliggande träd. Födan består huvudsakligen av insekter, mollusker, grodor, stora daggmaskar, ormar och troligen till mindre grad även småfisk. Dess häckningsvanor är mycket dåligt kända, men tros häcka maj–augusti i Indien under kraftiga regn, i Assam och Bangladesh huvudsakligen maj–juni.

## Status och hot
Malajnatthäger har ett stort utbredningsområde men en relativt liten världspopulation på endast 2 000–20 000 individer. Det råder också osäkerhet kring beståndets utveckling. Internationella naturvårdsunionen IUCN anser den ändå inte vara hotad och kategoriserar arten som livskraftig.

## Bildgalleri

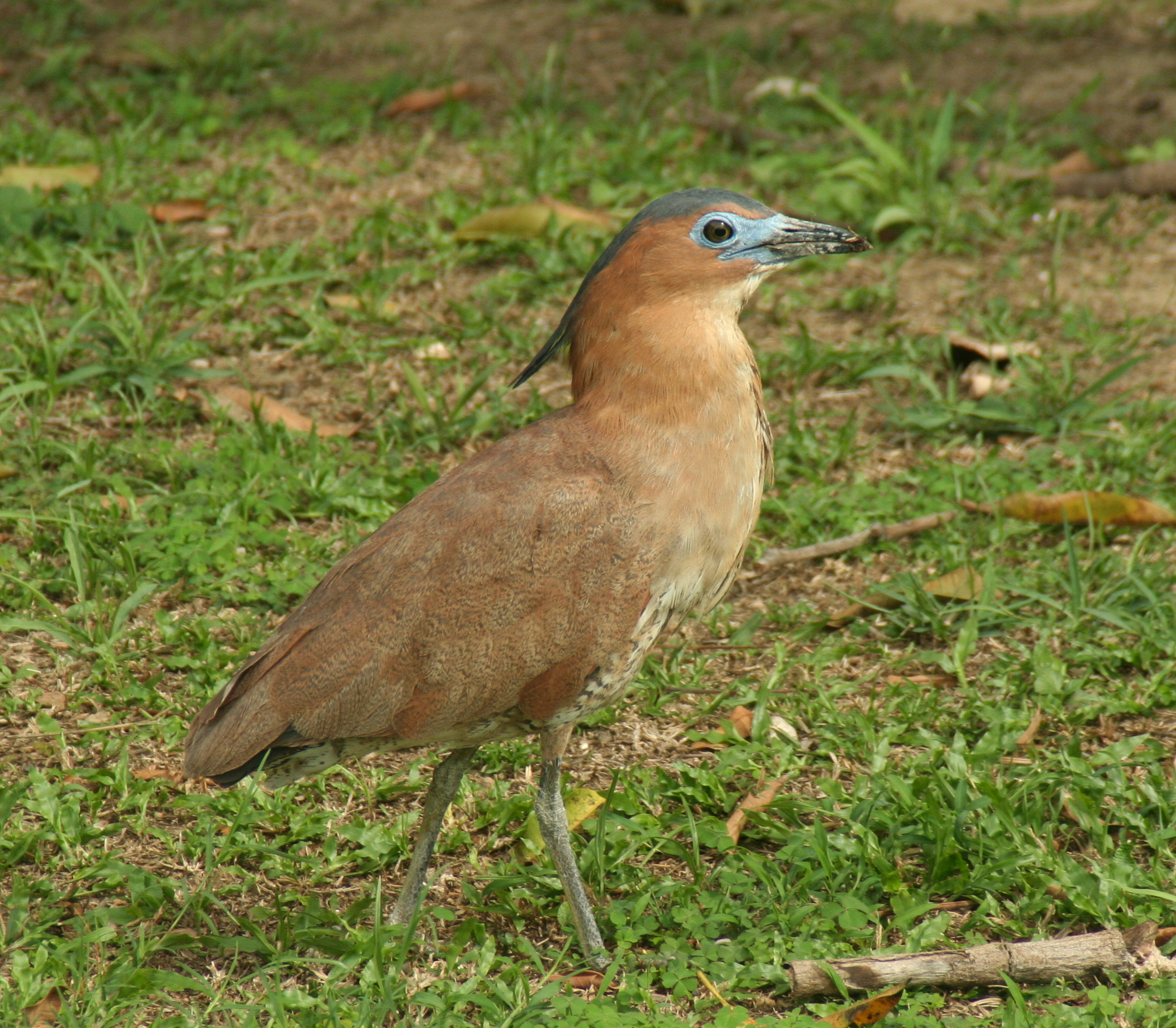
Adult
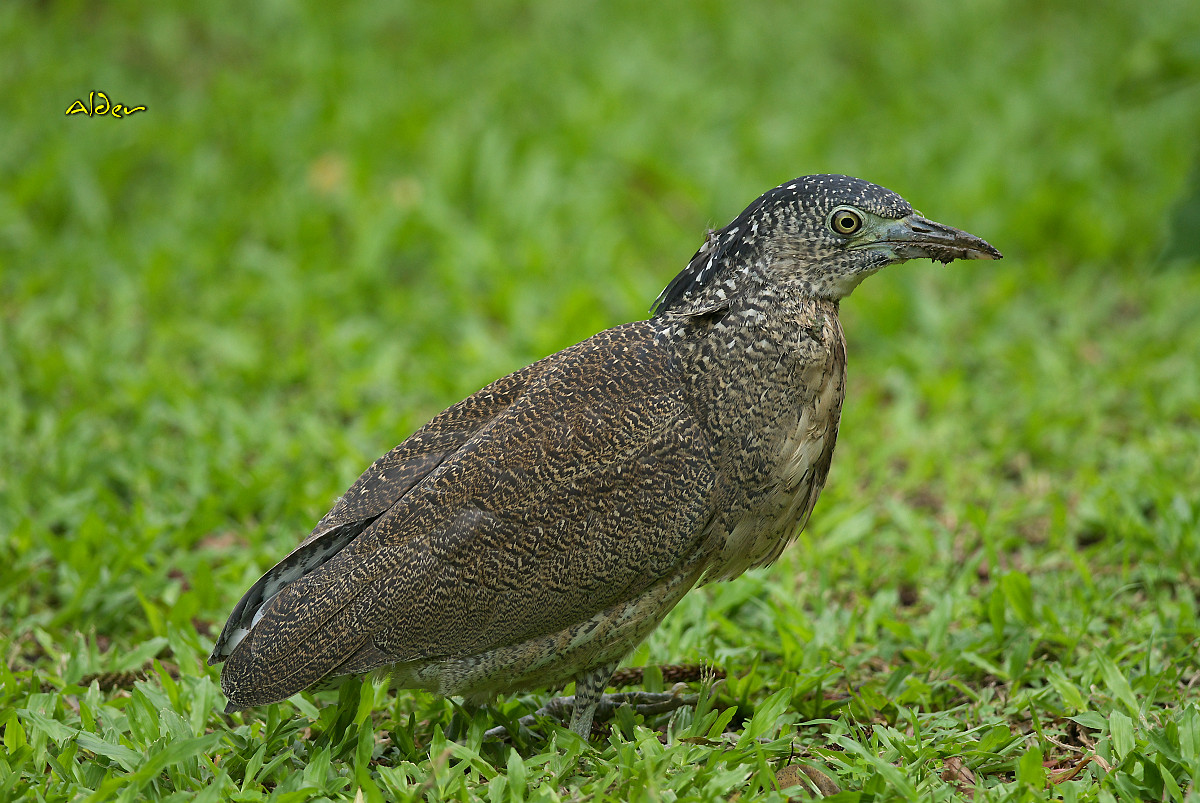
Ungfågel